# إدموند بريسكو فورد
إدموند بريسكو هنري فورد (بالإنجليزية: E. B. Ford)‏ (حاصل على زمالة كلية الأطباء الملكية وزمالة الجمعية الملكية البريطانية) وُلد في 23 نيسان عام 1901 وتوفي في 2 كانون الثاني عام 1988. كان عالم بريطاني الجنسية متخصص في مجال الوراثة البيئية. وكان رائدًا بين علماء الأحياء البريطانيين الذين درسوا دور الانتقاء الطبيعي في الطبيعة. واهتم عندما كان تلميذًا بحرشفيات الأجنحة وهي مجموعة الحشرات التي تضم الفراشات والعث. وتابع دراسته حتى درس علم الوراثة للكائنات الطبيعية وأسّس مجال علم الوراثة البيئية. حصل فورد على وسام داروين من الجمعية الملكية البريطانية في عام 1954.

## التعليم
ولد فورد في مدينة (دالتون إن فورنيس) بالقرب من أولفيرستون في لانكشر في بريطانيا عام 1901. وكان الطفل الوحيد لهارولد دودسورث فورد (1864-1943) وهو مدرس علم العصور الكلاسيكية ثم تحول إلى رجل دين إنجيلي، كانت زوجته (وابنة عمه) جيرترود إيما بينيت. كانت الأسرة من الطبقة الوسطى، وكان الرجال يميلون إلى أن يتلقوا تعليمهم في جامعة أوكسبريدج. كان جد والده هنري فورد هو الرجل الذي كان يعزف على آلة الهورغن في كاتدرائية كارلازيل. تلقى فورد تعليمه في كلية وادهام في جامعة أكسفورد وتخرج من تخصص علم الحيوان في عام 1924.

## السيرة المهنية والأبحاث
مضت مسيرة فورد المهنية بالكامل في جامعة أكسفورد. قال عالم الأحياء آرثر كاين أنَّ فورد حصل على درجة علمية في العلوم الكلاسيكية قبل أن يتحول اهتمامه إلى علم الحيوان. درس فورد علم الحيوان في جامعة أكسفورد، ودرس علم الوراثة تحت اشراف جوليان هكسلي. قال فورد: «كان جوليان هكسلي هو المحاضر الذي عكست اهتماماته اهتماماتي عن كثب. أنا أدين له بالكثير وخاصة بالإلهام ... على الرغم من أن هكسلي كان في أكسفورد بين عامي 1919 و 1925 فقط، كان المنبر الأقوى في تطوير أفكار الانتقاء هناك ... قابلت راي لانكستر من خلال إدوارك باغنال بولتون. كان رجلًا مسنًا ... لكنه حدثني كثيرًا عن تشارلز داروين وباستير، كان يعرف كلاهما».
عُيِّن فورد معيدًا جامعيًا في علم الحيوان في عام 1927 ومحاضرًا في الكلية الجامعية بأكسفورد في عام 1933. وتخصص في علم الوراثة وعُين مدققًا في الجامعة في مجال علم الوراثة في عام 1939 وكان مديرًا لمختبر علم الوراثة بين عامي 1952 و 1969، وأستاذ علوم الوراثة البيئية بين عامي 1963 و 1969. كان فورد من أوائل العلماء الذين تم انتخابهم لزمالة كلية أول سولز منذ القرن السابع عشر.
جمعت فورد علاقة عمل طويلة مع رونالد فيشر. وبحلول الوقت الذي وضع فيه فورد تعريفه الرسمي لتعدد الأشكال الوراثية اعتاد فيشر على رؤية قيم عالية للانتقاء في الطبيعة. لقد أعجب كثيرًا بحقيقة أنَّ تعدد الأشكال أخفى قوى انتقائية قوية (أعطى فورد مثالًا على ذلك أصناف الدم البشري). واصل فورد مثل فيشر نقاشاته مع العالم سيوال رايت حول الاصطفاء الطبيعي مقابل الانحراف الوراثي، واعتقد فورد أنَّ سيوال يركز كثيرًا على الانحراف الوراثي. قام دوبجانسكي نتيجة لعمل فورد بتغيير تركيزه على الانحراف الوراثي إلى الاصطفاء الطبيعي في الطبعة الثالثة من كتابه الشهير.
حشرة كاليمورفا دومينولا بأجنحة مفرودة. فحص فورد تعدد الأشكال في هذا النوع لسنوات عديدة. الحشرة الحمراء ذات أجنحة خلفية سوداء تقوم بفردها خلال الطيران. الأجنحة الأمامية للتخفي تغطي الأجنحة الخلفية في غير أوقات الطيران. تظهر هذه الصورة وجود الحشرة على يد انسان تستريح في حالة من التأهب، وقد حركت الأجنحة الأمامية إلى الأمام للكشف عن تأهبها.
كان فورد عالم طبيعة تجريبي أراد اختبار التطور في الطبيعة. وقد اخترع مجال البحث المعروف باسم علم الوراثة البيئية. وكان عمله على الكائنات البرية مثل الفراشات والعث أول عمل أظهر أنَّ التنبؤات التي طرحها رونالد فيشر كانت صحيحة. كان أول من وصف وعرف مفهوم تعدد الأشكال الوراثية وتنبأ بإمكانية الحفاظ على تعدد أشكال فصائل الدم البشرية من خلال توفير بعض الحماية ضد المرض. أثبت صحة هذا التوقع بعد ست سنوات، وأثبت بالإضافة إلى ذلك فائدة الاختلاف من خلال دراسة أجريت على تهجين الزمر AB مع AB. كان كتاب علم الوراثة البيئية أعظم انجازاته والذي صدر على أربع طبعات وكان له تأثير كبير. لقد وضع الكثير من الأسس للدراسات اللاحقة في هذا المجال ووجهت له دعوة بصفة مستشار للمساعدة في إنشاء مجموعات بحثية مماثلة في العديد من البلدان الأخرى.
ربما كان كتاب (الفراشات) وهو الكتاب الأول من سلسلة عالم الطبيعة الجديد الأكثر نجاحًا من بين مطبوعات فورد العديدة. استمر فورد أيضًا في تأليف كتاب (العث) في عام 1955 من نفس السلسلة، ويعتبر من بين عدد قليل من العلماء الذين قاموا بتأليف أكثر من كتاب واحد على شكل سلسلة.
أصبح فورد أستاذًا ثم أستاذ فخري في علم الوراثة البيئية في جامعة أكسفورد. كان زميلًا في كلية أول سولز، وزميلًا فخريًا في كلية وادهام. انتخب لزمالة الجمعية الملكية البريطانية في عام 1946، ومنح وسام داروين في عام 1954.

## علم الوراثة البيئية
عمل إدموند فورد لسنوات عديدة في مجال تعدد الأشكال الوراثية. إنَّ تعدد الأشكال في الكائنات الطبيعية أمر متكرر: السمة الأساسية هي ظهور نموذج أو أكثر لأشكال غير مستمرة من الأنواع كشكل من التوازن. وطالما أنَّ نسبة كل نموذج أعلى من معدل الطفرة عندها يكون الانتقاء هو السبب. ناقش فيشر في بداية عام 1930 الحالة التي تكون فيها الأليلات في مكان واحد ويكون الأليل مغاير الزيجوت أكثر قابلية للتطبيق من أي أليل متماثل الزيجوت. تعتبر هذه آلية وراثية نموذجية تسبب هذا النوع من تعدد الأشكال. ينطوي العمل على مجموعة من الاختبارات الميدانية والتصنيف وعلم الوراثة في المختبر.
كان فورد المشرف على بيرنارد كيتلويل خلال تجاربه الشهيرة على تطور تلون الجسد في العثة المفلفلة. ناقش عالم الحشرات مايكل ماجيروس الانتقادات التي وجهت على أساليب كيتلويل التجريبية في كتابه الذي صدر عام 1998 بعنوان «التلون: التطور بشكل فعلي». تم تحريف هذا الكتاب خلال المراجعات، واستغل نشطاء ومؤيدوا نظرية الخلق ذلك. قدمت جوديث هوبر في كتابها المثير للجدل بعنوان «العث والرجال» الذي صدر في عام 2002 رأيًا نقدت من خلاله إشراف فورد وعلاقته بكيتلويل، وقالت أنَّ العمل كان احتيالَا أو على الأقل غير كفء. وجدت دراسات معمقة لما تبقى من أوراق كيتلويل قام بها رودج في عام 2005 ويونغ في عام 2004 أنَّ رأي هوبر بالاحتيال غير مبرر، وأن «هوبر لم تقدم دليلًا واحدًا يدعم هذا الادعاء الخطير». وصف مايروس كتاب (العث والرجال) بأنه «ملئ بالأخطاء والتضليل والتفسيرات الخاطئة والأكاذيب»، وقال:

## روابط خارجية
- إدموند بريسكو فورد على موقع الموسوعة البريطانية (الإنجليزية)